# Lijst van Duitse brouwerijen
Lijst van actieve Duitse brouwerijen:

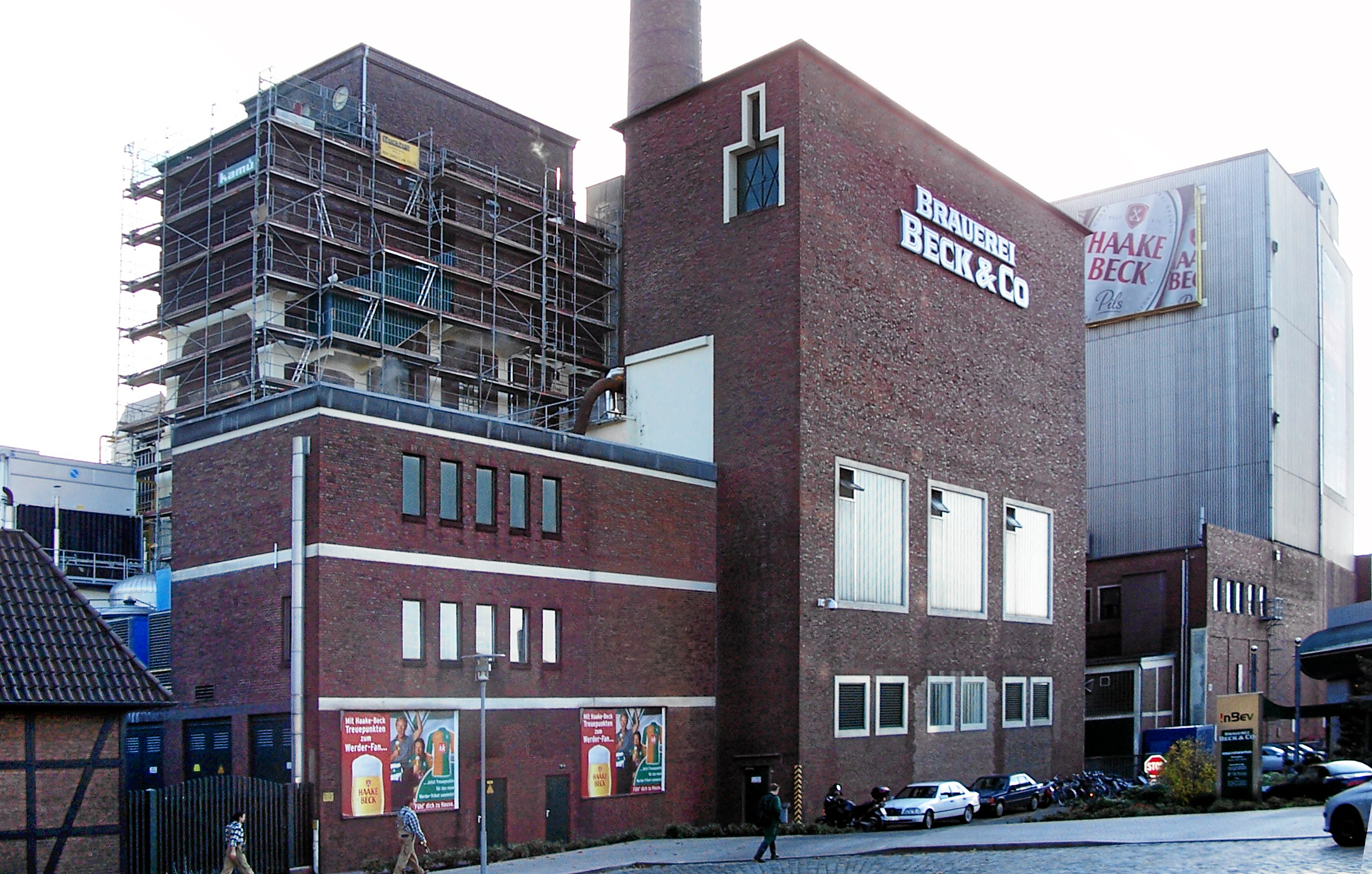
Beck's

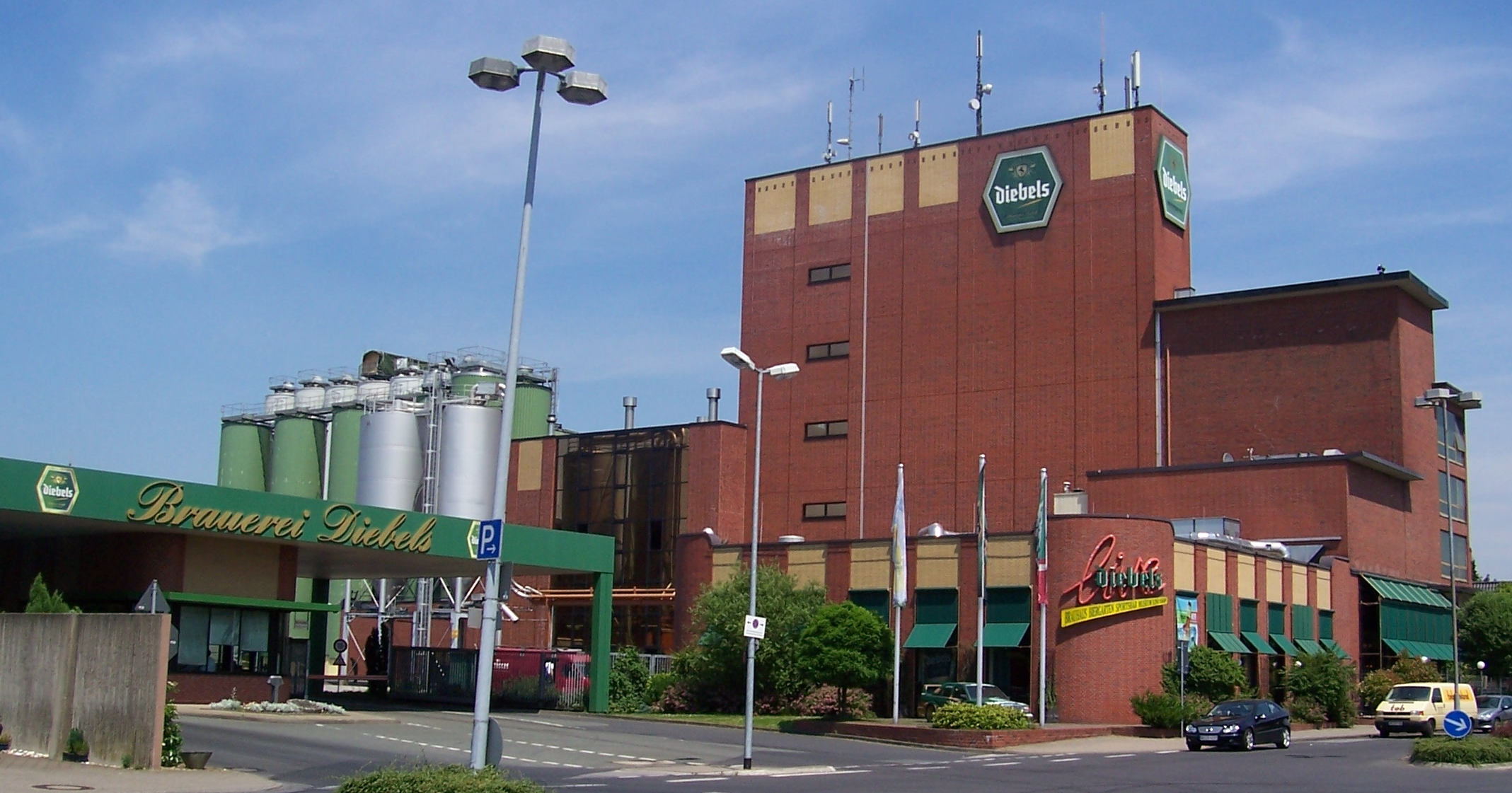
Brauerei Diebels

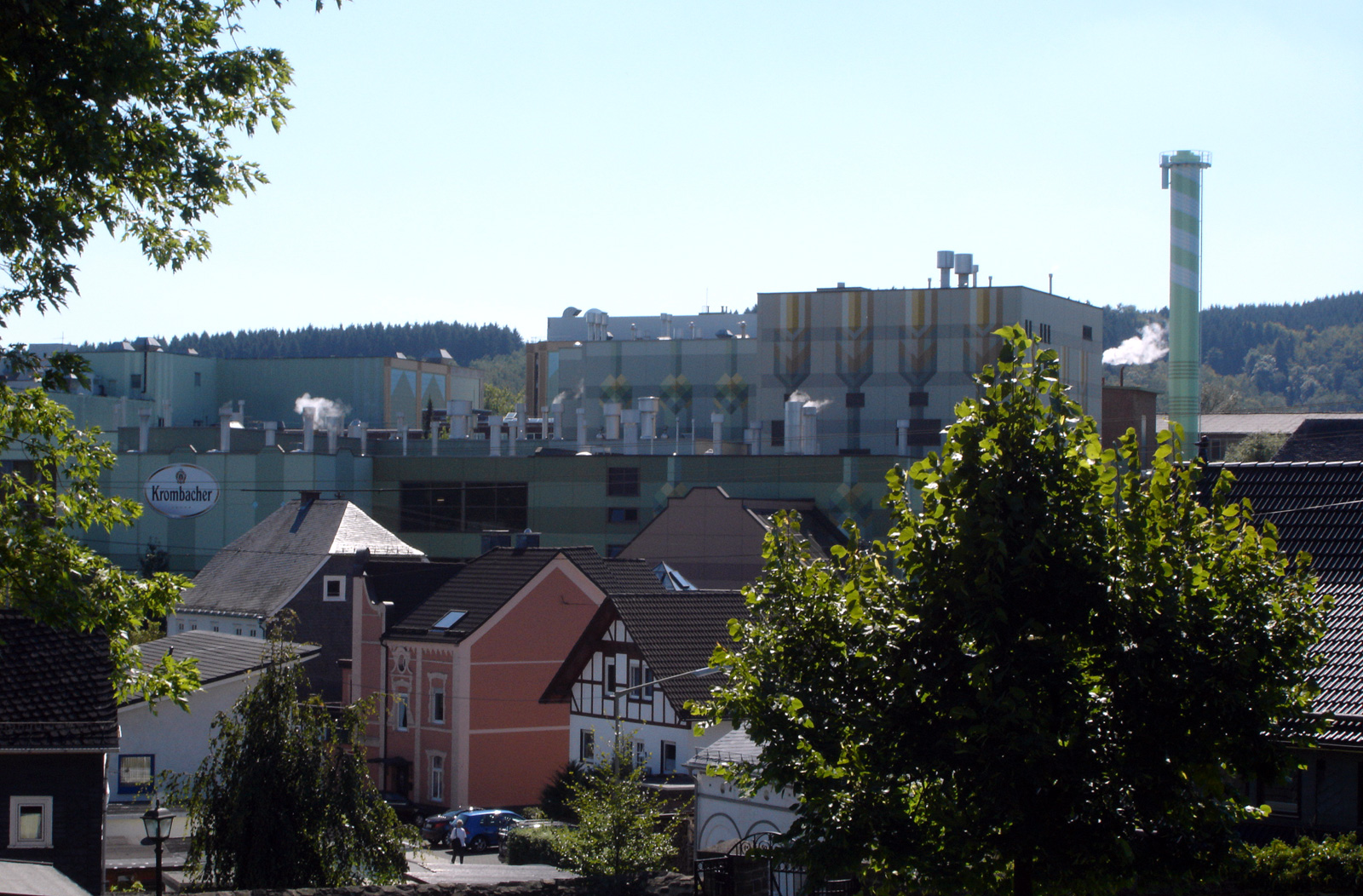
Krombacher Brauerei

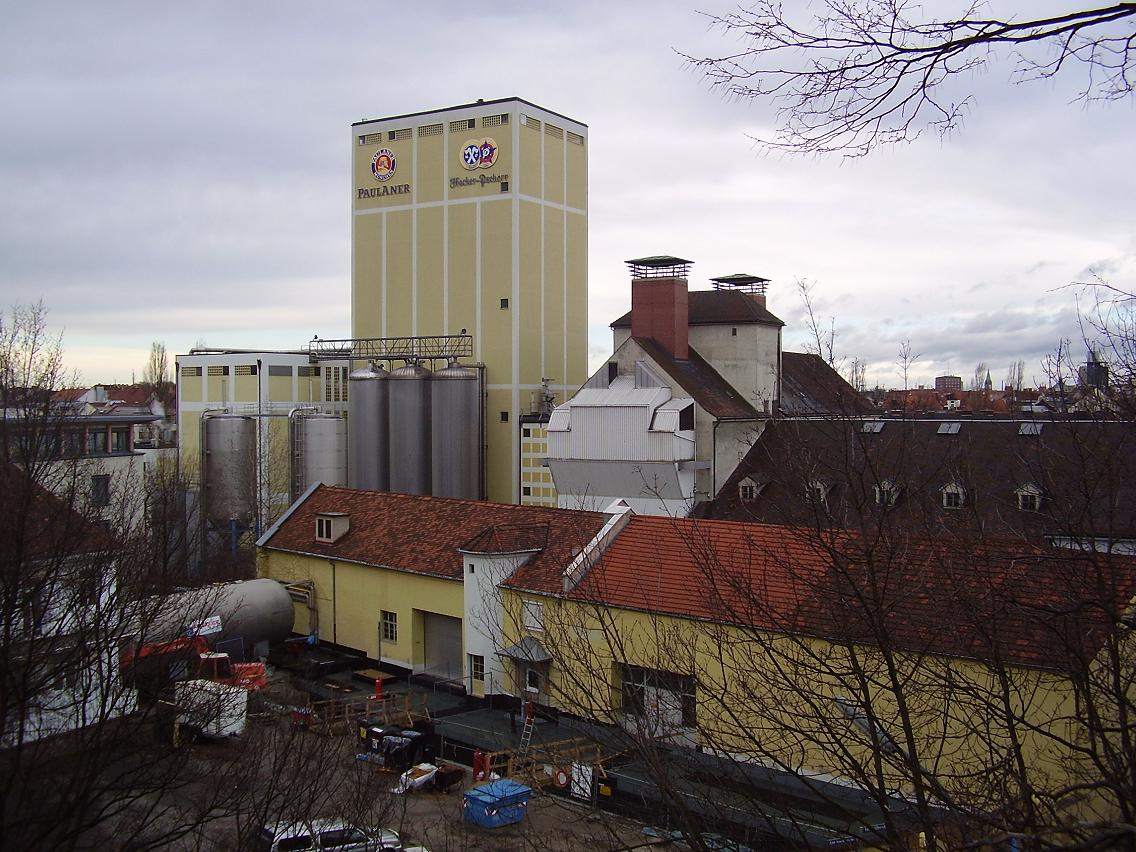
Paulaner

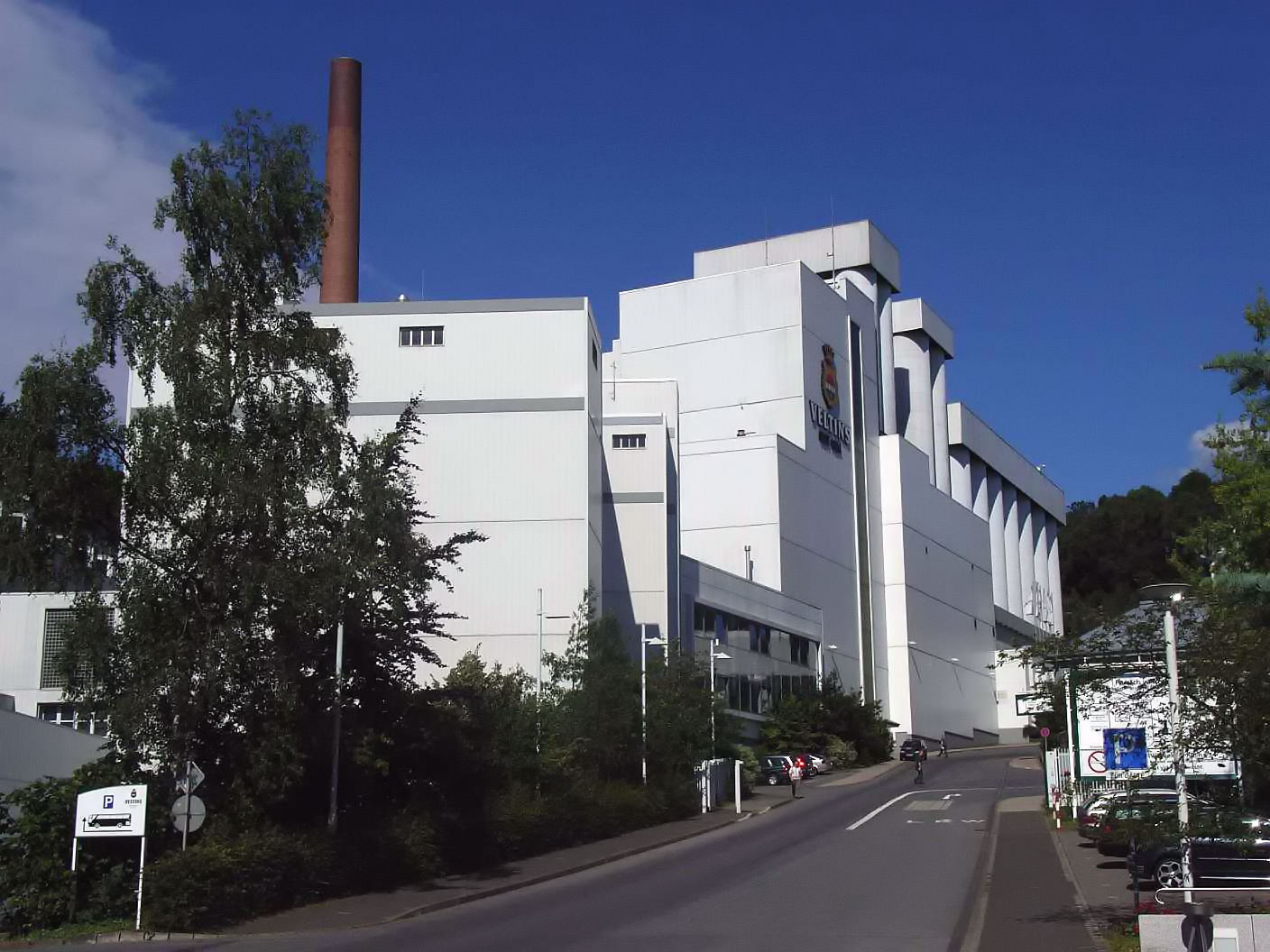
Brauerei C & A Veltins

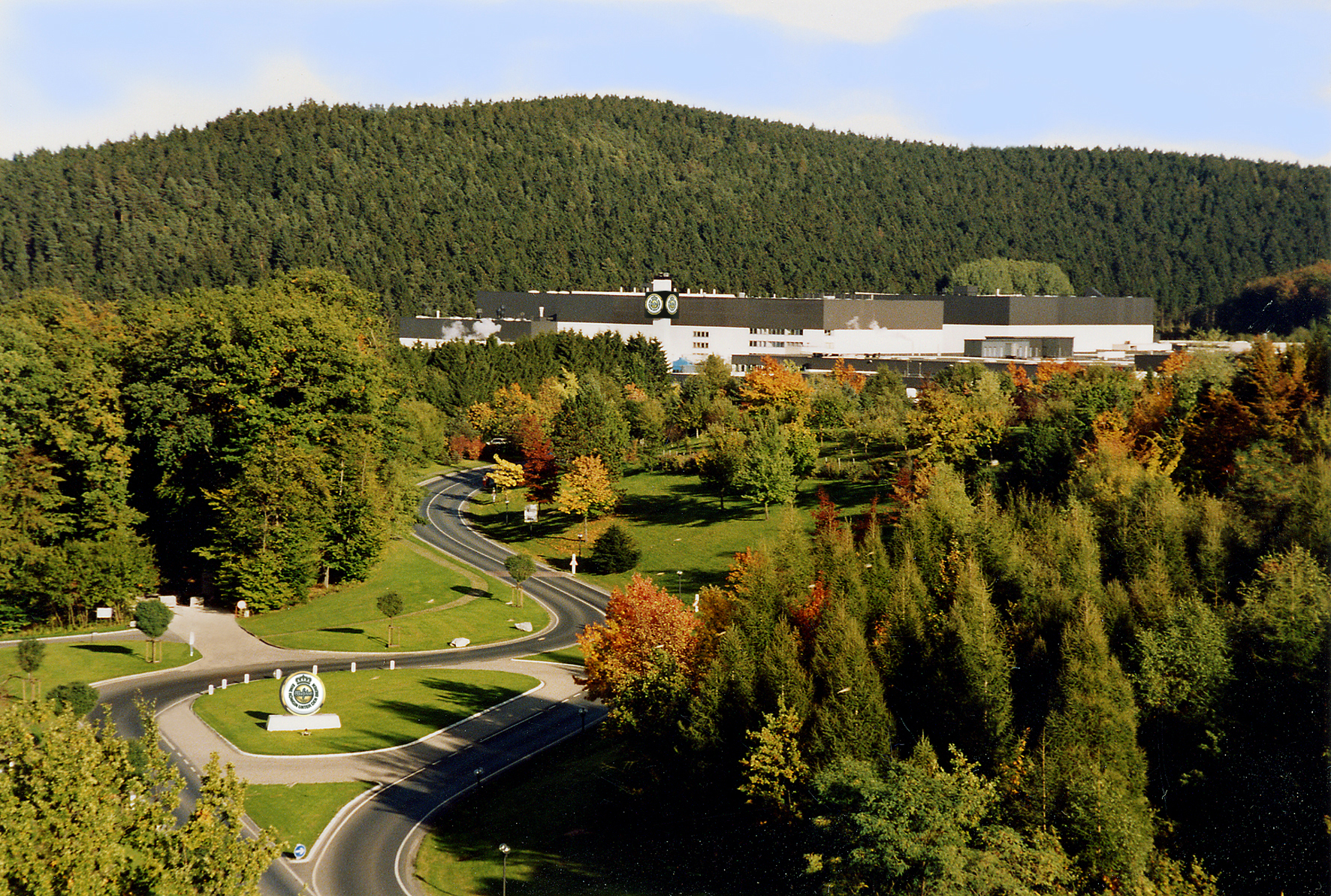
Warsteiner Brauerei

## A
- Augustiner-Bräu - München
- Klosterbrauerei Andechs - Andechs
- Brauerei Aying - Landkreis München

## B
- Privatbrauerei Ernst Barre - Lübbecke
- Brau Holding International - München
- Beck's - Bremen
- Bitburger - Bitburg
- Binding-Brauerei - Frankfurt am Main

## D
- Diebels Brauerei - Issum
- Dinkelacker-Schwaben Bräu - Stuttgart
- Distelhäuser Brauerei - Tauberbischofsheim
- Dom-Brauerei - Köln
- Dortmunder Actien-Brauerei - Dortmund

## E
- Eichbaum - Mannheim
- Einsiedler Brauhaus - Chemnitz
- Erbacher Brauhaus - Erbach
- Erdinger Weißbräu - Erding

## F
- Flensburger Brauerei - Flensburg
- Franken Bräu - Riedbach
- Frankenheim - Düsseldorf
- Gräfliches Hofbrauhaus Freising - Freising
- Früh - Köln

## G
- Gaffel - Köln
- Ganter - Freiburg im Breisgau
- Brauerei Grohe - Darmstadt

## H
- Hasseröder Brauerei - Wernigerode
- Herrnbräu - Ingolstadt
- Hoepfner - Karlsruhe

## I
- Privatbrauerei Iserlohn - Iserlohn

## J
- Privatbrauerei Jacob Stauder - Essen
- Jever - Jever

## K
- Karlsberg - Homburg
- Koblenzer Brauerei - Koblenz
- König-Brauerei - Duisburg
- König Ludwig - Fürstenfeldbruck
- Köstritzer Schwarzbierbrauerei - Bad Köstritz
- Krombacher Brauerei - Kreuztal
- Kulmbacher Brauerei - Kulmbach

## L
- Brauhaus Leikeim - Altenkunstadt
- Löwenbräu - München
- Löwenbrauerei Passau - Passau

## M
- Brauerei Gebr. Maisel - Bayreuth
- Schlossbrauerei Maxlrain - Tuntenhausen

## O
- Oettinger Brauerei - Oettingen in Bayern (Gotha, Mönchengladbach, Braunschweig)

## P
- Paulaner Brauerei Gruppe - München (30% eigendom van Heineken)
- Pfungstädter Brauerei - Pfungstadt
- Brauerei Pinkus Müller - Münster
- Brauerei Pöllinger - Pfeffenhausen

## R
- Radeberger Exportbierbrauerei - Radeberg

## S
- Scherdel Bier - Hof
- Schlenkerla - Bamberg
- Schumacher - Düsseldorf
- Weisses Bräuhaus G. Schneider & Sohn - Kelheim
- Brauerei Schönram - Petting
- Brauhaus Sion - Köln
- Spaten-Franziskaner-Bräu - München
- Sternquell - Plauen

## T
- Hofbräuhaus Traunstein - Traunstein

## V
- Brauerei C & A Veltins - Meschede-Grevenstein

## W
- Warsteiner Brauerei - Warstein
- Bayerische Staatsbrauerei Weihenstephan - Freising
- Klosterbrauerei Weltenburger - Kelheim
- Brauerei Wittmann - Landshut
- Würzburger Hofbräu - Würzburg